# Elke centimeter
"Elke centimeter" is een Nederlandstalige single van de Belgische band De Lama's uit 1994. Het liedje verscheen op het album Edele Delen. De single bevatte naast de titelsong de liedjes "Breng mij zijn hoofd" en "Eigen Lama's eerst".

## Meewerkende artiesten
Producers:
- Kloot Per W
- Serge Feys

Muzikanten:
- Kloot Per W (gitaar, programmatie, sampler)
- Joris Decaesstecker (basgitaar)
- Steven De Cort (drums)
- Peter Slabbynck (zang)
- Mies Meulders (zang)